# Хансен, Ханнес
Херман (Ханнес) Хансен (нем. Hermann (Hannes) Hansen, 31 октября 1912, Фридрихштадт, Германская империя — 28 июня 1944) — немецкий гандболист, нападающий. Олимпийский чемпион 1936 года. Чемпион мира 1938 года.

## Биография
Ханнес Хансен родился 31 октября 1912 года в немецком городе Фридрихштадт.
Играл в гандбол за «Кёнигсберг» и «Полицай» из Гамбурга.
В 1936 году вошёл в состав сборной Германии по гандболу на летних Олимпийских играх в Берлине и завоевал золотую медаль. Играл на позиции нападающего, провёл 2 матча (за исключением финала), мячей не забивал.
В 1938 году в составе сборной Германии выиграл золото первого в истории чемпионата мира по гандболу. Входил в сборную Берлина, которая выступала под маркой немецкой сборной в полуфинале и финале, провёл 1 матч.
В 1934—1938 годах провёл за сборную Германии 11 матчей.
Во время Второй мировой войны был призван в немецкие ВВС.
Пропал без вести 28 июня 1944 года, не вернувшись с боевого задания.